# Manuais militares bizantinos
O Império Bizantino manteve seu sistema militar altamente sofisticado da Antiguidade, que assentava-se em disciplina, treinamento, conhecimento de táticas e um sistema de apoio bem organizado. Um elemento crucial na manutenção e expansão deste conhecimento militar, junto com histórias tradicionais, foram os vários tratados e manuais práticos. Estes continuaram uma tradição que remonta aos de Xenofonte e Enéas, o Tático, e muitos excertos de manuais militares romanos orientais ou adaptados de trabalhos de autores antigos, especialmente Eliano, o Estrategista e Onasandro.

## Listas de trabalhos
Um grande corpo da literatura militar bizantina sobreviveu. Os manuais caracteristicamente bizantinos foram produzidos pela primeira vez no século VI. Eles se proliferaram amplamente no século X, quando os bizantinos embarcaram em suas conquistas no Oriente e Bálcãs, mas a produção se abate após o começo do século XI. Há algumas evidências de trabalhos similares sendo escritos no período Paleólogo, mas com uma exceção, nenhum sobreviveu.

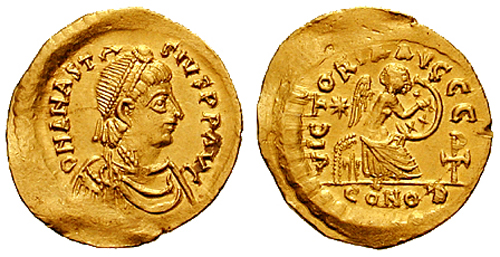
Semisse de r.

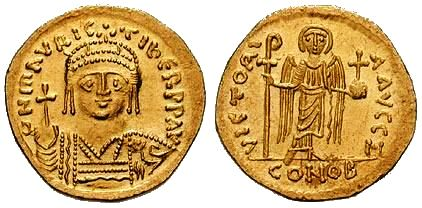
Soldo de Maurício r.

- Urbício escreveu um panfleto militar endereçado a Anastácio I Dicoro (r. 491–518). Nos manuscritos é transmitido como dois tratados independentes. Primeiro, o Táctico é uma epítome da primeira parte (chs. 1–32) do Ars Tactica (136/137) de Arriano, um tratado convencional de uma idealizada falante de infantaria.[3] Segundo, o Epitedeuma ou "Invenção" é o projeto próprio de Urbício para um tipo de cavalo de frisa portátil.[4] A atribuição à Urbício de um terceiro trabalho, o então chamado Cinegético, é espúrio e resulta de confusão da academia nos anos 1930. Um manuscrito (M) atribui o Estratégico de Maurício à Urbício, mas isso é demostradamente o erro do copista.[5]
- Magistro Siriano (formalmente o "Anônimo Bizantino do século VI" ou "Anônimo Bizantino") escreveu um grande e amplo compêndio militar. Três seções substanciais sobreviveram, que são transmitidas independentemente na tradição manuscrita e tem sido editada em publicações separadas. A datação da academia já no século XVII consistentemente reconheceu a unidade textual destas três peças, mas erros nos estudos de meados do século XII prolongou sua separação.[6][7][8][9] Os três componentes são: 1 - um tratado sobre guerra campal sob os títulos modernos Περὶ Στρατηγικῆς ou De Re Strategica, mais recentemente publicado como "O Tratado sobre Estratégia do Anônimo Bizantino".[10] 2: um tratado sobre oratória militar sob o título moderno Rhetorica Militaris, frequentemente atribuído ao mesmo "Anônimo".[11] 3: o Naumaquia (Ναυμαχίαι), um tratado sobre guerra naval, que num manuscrito único porta uma inscrição para o Magistro Siriano (Ναυμαχίαι Συριανοῦ Μαγίστρου).[12] Reconhecendo a autoria comum de todas as três seções necessariamente atribuídas ao compêndio inteiro a este autor. Uma nova edição do compêndio completo está em preparação.[7] As partes constituintes do compêndio tradicionalmente datadas do século VI, mas a evidência é fraca e todos os estudos recentes identificaram características mais congruentes com uma datação do compêndio no século IX.[8][9][13][14]
- Estratégico atribuído ao imperador Maurício (r. 582–602) foi compilado no final do século VI. É um grande compêndio em dose livros lidando com todos os aspectos da guerra campal contemporânea. O autor está evidentemente preocupado em clarificar procedimentos para o desenvolvimento e táticas de cavalaria, particularmente em resposta às vitórias ávaras nos anos 580-590. Ele favoreceu formas indiretas de combate - emboscadas, ardis, raides noturnos e escaramuças em terremo difícil - e também exibiu um bom entendimento de psicologia militar e moral. O Livro XI oferece uma análise inovativa dos métodos de batalha, costumes e hábitos dos inimigos mais significativos do império, bem como recomendações para campanhas ao norte do Danúbio contra os eslavos, outro assunto estratégico dos anos 590. O Estratégico exerceu uma influência profunda sobre o gênero bizantino subsequente.

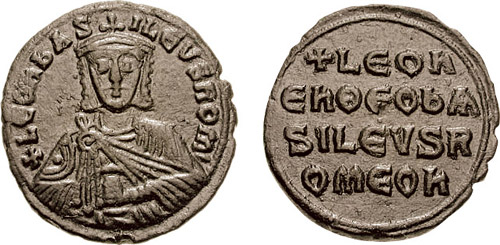
Fólis de r.

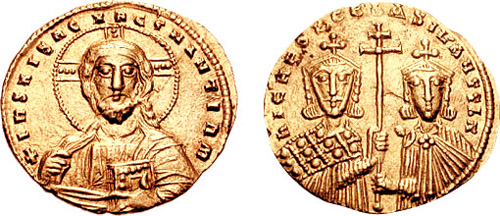
Histameno de r.

- De Militari Scientia ou "Fragmento de Müller, um tratado anônimo fragmentado, principalmente compreendendo excertos modificados do Estratégico de Maurício.[15] Evidência interna, incluindo a adição de "sarracenos" à lista de inimigos, sugere uma data em torno do século VII.[16]
- Problemata do imperador Leão VI, o Sábio (r. 886–912),[17] compilado nos anos 890, compreende excertos do Estratégico de Maurício organizados em um formato pergunta e resposta.[18]
- Tática de Leão VI[19], escrito ca. 895-908. Em sua essência é uma reedição do Estratégico de Maurício, frequentemente reproduzida textualmente, e material adicional retirado de tratados militares helenísticos, especialmente Onasandro.[18][20] Contudo, também inclui expansões e modificações para refletir a prática contemporânea, especialmente contra os árabes e húngaros, bem como capítulos de guerra naval (peri naumachias).[21]
- Coleção de Táticas (Sylloge Tacticorum; συλλογὴ τακτικῶν), compilado do começo para meados do século X, possivelmente durante o reinado de Constantino VII Porfirogênito (r. 913–959). O texto é dividido em duas grandes seções: a primeira (capítulos 1 à 56) retirados de vários autores anteriores e fornece conselhos sobre generalato, formações de batalha e táticas, e cercos. A segunda metade (capítulos 57 à 102) lida com estratagemas empregados por generais passados, desenhados principalmente de autores antigos. No entanto, seções sobre guerra contemporânea e comparação com modelos mais antigos (capítulos 30-39 e 46-47) também estão inclusos, e foram usados como a base para o posterior Preceitos Militares.[22]
- Três Tratados sobre Expedições Militares Imperiais, um apêndice do Sobre as Cerimônias do imperador Constantino VII.
- Sobre Escaramuças (περὶ παραδρομῆς) atribuído ao imperador Nicéforo II Focas (r. 963–969), mas na verdade escrito sob suas ordens, possivelmente por seu irmão Leão Focas.[23] É um ensaio sobre infantaria leve e guerra de escaramuça, escrito ca. 975 baseado nas anotações de Focas sobre ataques fronteiriços e escaramuças entre bizantinos e árabes durante a primeira metade do século X. Ênfase é dada ao reconhecimento, o uso do terreno à noite, e instruções são fornecidas sobre vários cenários, de invasões de neutralização à invasões em larga escala e cercos.[24]

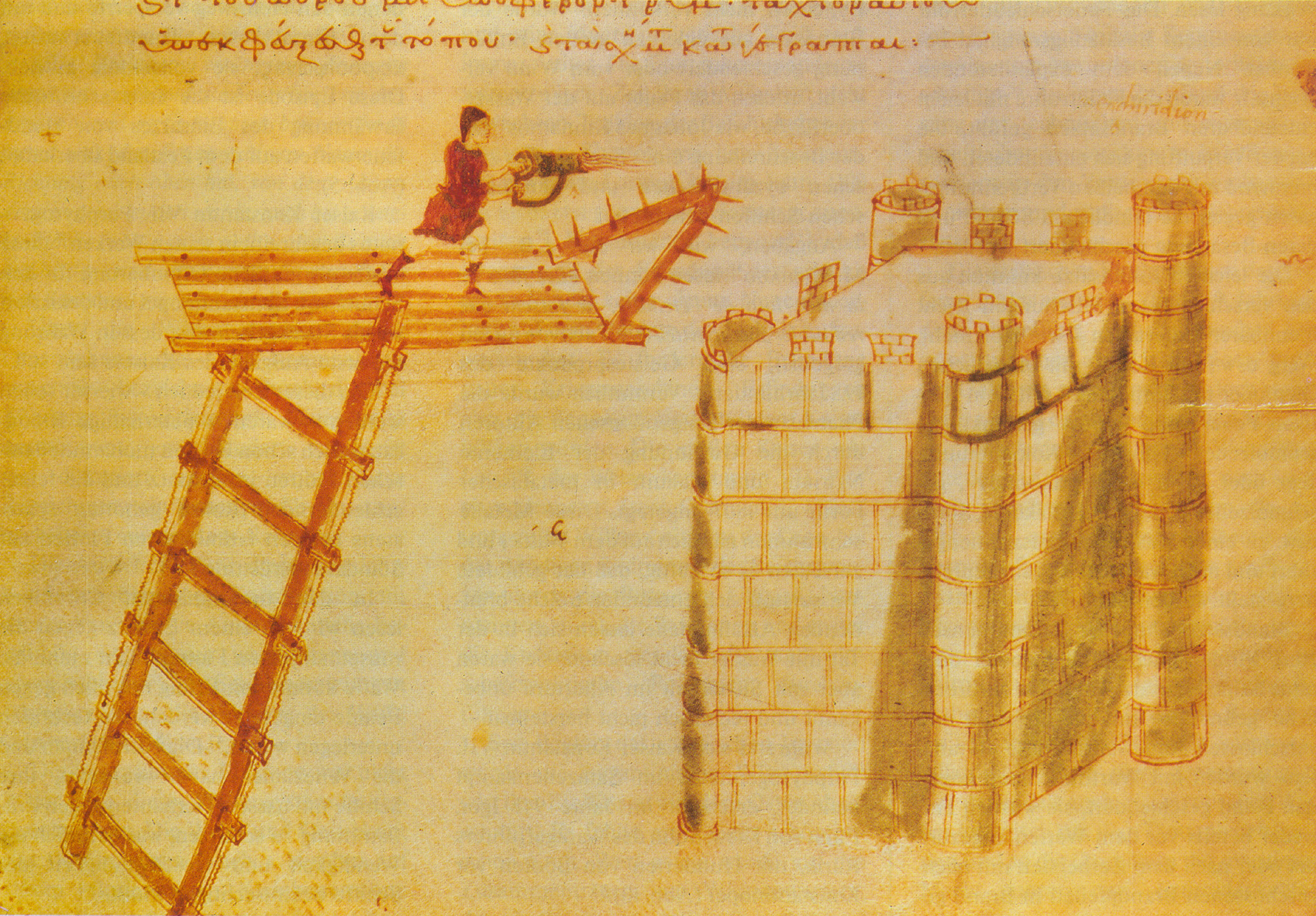
Iluminura presente no Parangélmata Poliorcética na qual se descreve o uso de fogo grego por meio dum sifão de mão

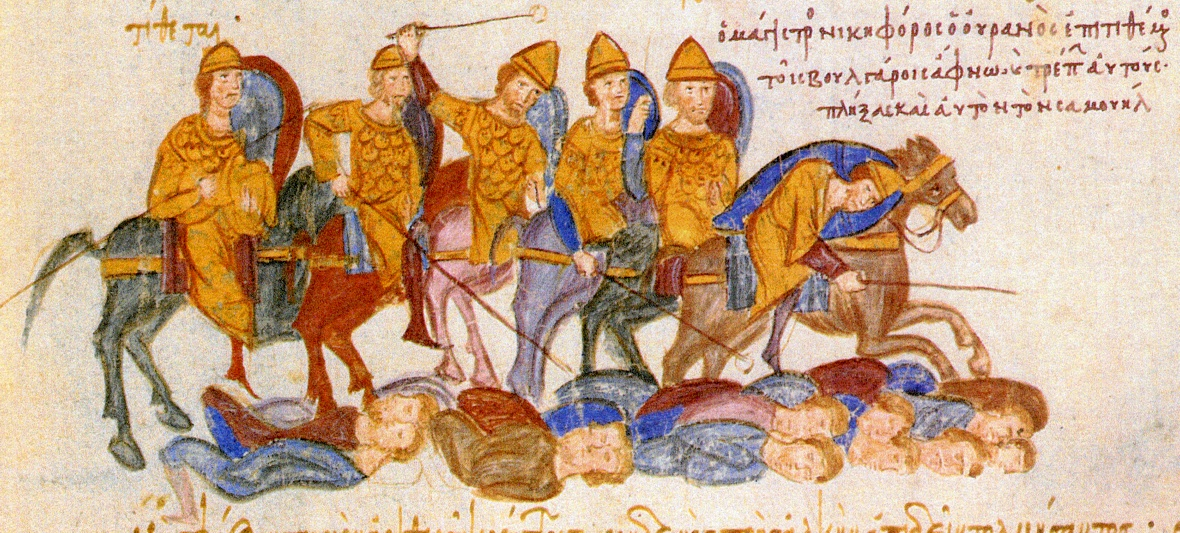
A cavalaria de Nicéforo Urano chacina as tropas búlgaras na batalha de Esperqueu. Gravura da Crônica de João Escilitzes (Escilitzes de Madrid)

- Preceitos Militares (Praecepta Militaria) ou Apresentação e Composição da Guerra pelo Imperador Nicéforo (στρατηγικὴ ἔκθεσις καὶ σύνταξις Νικηφόρου δεσπότου) de Nicéforo II, uma obra em seis capítulos escrita em ca. 965, que apresenta o exército do final do século X durante a "Reconquista bizantina" do Oriente. Várias cenários operacionais são discutidos; para uma batalha campal, Focas descreve o uso de uma grande formação de infantaria que aferra a linha de batalha e o uso de cavalaria pesada, especialmente catafractários, como a principal força de impacto. O texto também inclui informação sobre o estabelecimentos dos acampamentos, reconhecimento e uso de espiões, bem como cerimônias religiosas do exército. Os capítulos são inclusos e parcialmente alterados para contabilizar a situação do século XI no posterior Tática de Nicéforo Urano.[25]
- Parangélmata Poliorcética (Instruções para a Guerra de Cerco), um manual sobre cercos, do então chamado Herão de Bizâncio.[26][27]
- Tática de Nicéforo Urano, um dos melhores generais de Basílio II Bulgaróctono (r. 976–1025), escrito ca. 1000. Tirado dos Preceitos Militares, do Tática de Leão VI e outros trabalhos, mas também inclui capítulos da própria experiência de Urano sobre invasões e cercos.
- Estratégico de Cecaumeno, escrito ca. 1075-1078. Não estritamente um manual militar, contêm conselhos gerais sobre assuntos militares, administrativos e domésticos, frequentemente ilustrados por exemplos dos eventos do século XI.
- Instruções e Proscrições para um Senhor que tinha guerras para lutar e governo para exercer, escrito por Teodoro I de Monferrato em grego e então traduzido para latim (nos anos 1320) e francês. É, contudo, mas influenciado pelos modelos ocidentais, ao invés de refletir a tradição bizantina.[28][29]